# Bisdom Bayonne
Het bisdom Bayonne (Latijn: Dioecesis Baionensis; Frans: Diocèse de Bayonne), voluit Bisdom Bayonne, Lescar en Oloron werd in of voor de 6e eeuw gesticht. De bisschop zetelt in Bayonne en heeft als titelkerk de kathedraal Sint-Marie van Bayonne. Het territorium van het bisdom was voorheen een gedeelte van het Baskenland, meer bepaald de Baskische provincies Labourd en een gedeelte van de provincie Neder-Navarra.
Sinds de 9e eeuw was het suffragaan aan het aartsbisdom Auch. In de 11e eeuw wordt het bisdom verenigd met dat van Dax. Het werd slechts terug hiervan gescheiden in de tweede helft van de 12e eeuw. In 1790 werd het bisdom opgeheven door de civiele grondwet van de clerus, in 1801 terug ingesteld. Sinds 1822 komt het heropgerichte bisdom overeen met het departement Basses-Pyrénées, sinds 1969 Pyrénées-Atlantiques genoemd. Sinds 1909 heeft de bisschop van Bayonne als titel ook bisschop van Lescar en Oloron.
Het bisdom is sinds 2002 suffragaan aan het aartsbisdom Bordeaux, wat ook de naam is gebruikt voor de kerkprovincie.

## Bisschoppen
Bekende voormalige bisschoppen zijn onder meer Jean du Bellay in de 16e eeuw, Jacques Bonne-Gigault de Bellefonds en Christophe de Beaumont in de 18e en Paul-Joseph-Marie Gouyon in de 20e eeuw. Sinds 30 november 2008 is de bisschop Marc Aillet.

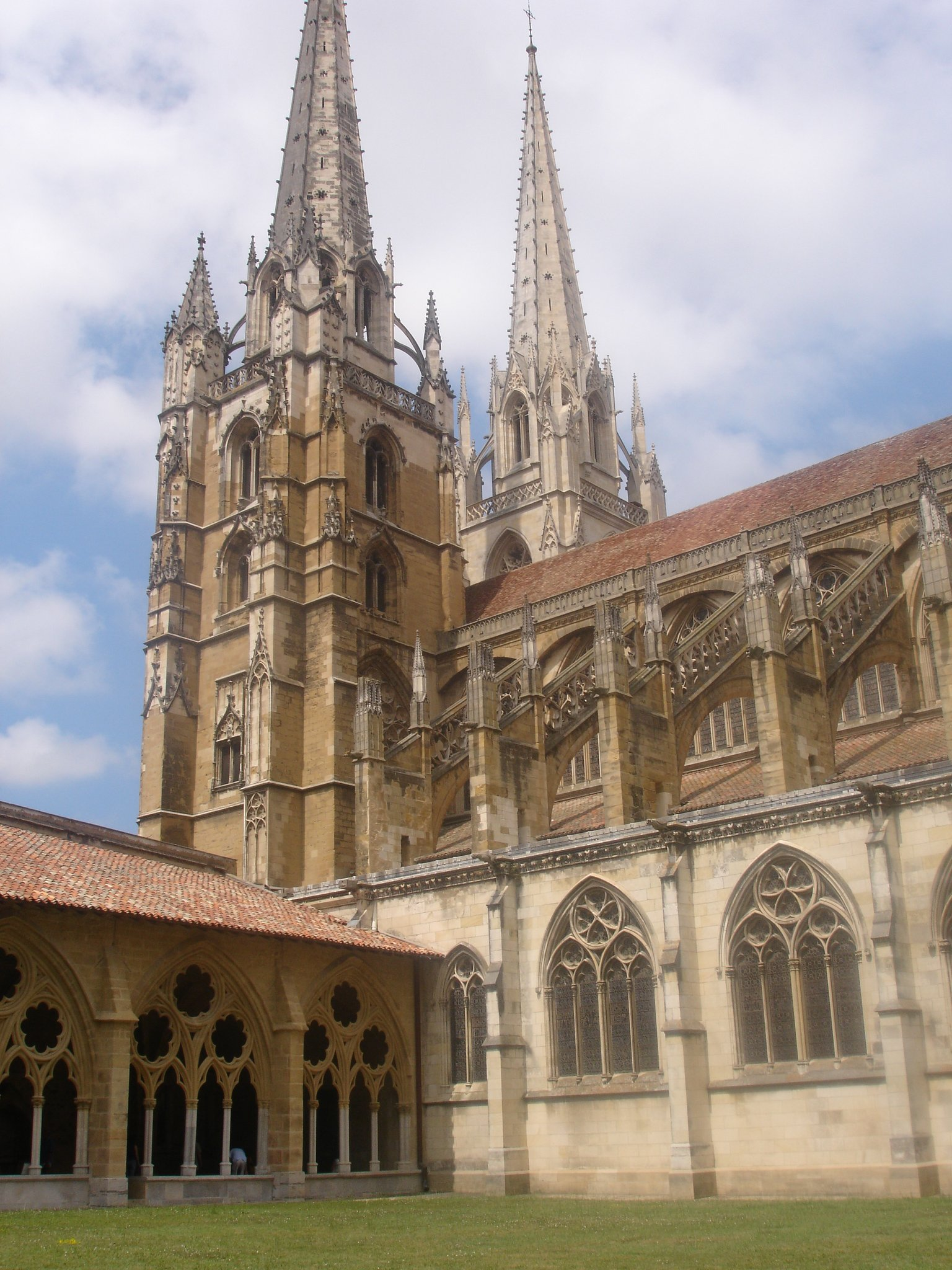
De kathedraal Sint-Marie van Bayonne

Bordeaux (aartsbisdom) · Agen · Aire en Dax · Bayonne · Périgueux